# 3-Fluoroanfetamina
3-Fluoroanfetamina (3-FA; PAL-353) é uma droga estimulante que atua como agente de liberação de monoaminas. Possui potência semelhante à da metanfetamina, mas possui maior seletividade para a liberação de dopamina e noradrenalina do que serotonina. Em estudos, é autoadministrados por ratos de forma semelhante a outras anfetaminas, como 4-fluoroanfetamina e 3-metilanfetamina.

## Legalidade
Em outubro de 2015, a 3-FA se tornou uma substância controlada na China.